# Love Is Hopeless
Love Is Hopeless è una compilation pubblicata l'8 febbraio 2011 dall'etichetta Hopeless Records in occasione del giorno di san Valentino, e contiene 8 tracce che riguardano il tema dell'amore. L'acquisto in preordine include un braccialetto, dei biglietti di San Valentino ed un codice per l'acquisto digitale della compilation.

## Descrizione
La prima traccia, Some Things, è un inedito dei For the Foxes. La seconda è una versione acustica di Never Be What You Want, secondo singolo estratto dall'EP di debutto dei We Are the In Crowd Guaranteed to Disagree. L-O-V-E, terza traccia, è una cover della canzone di Nat King Cole realizzata dai Divided by Friday. Love Instead, qui in versione acustica, è la opening track del primo EP pubblicato dagli Anarbor con la Hopeless, chiamato The Natural Way. La quinta traccia è una cover effettuata da Shane Told (cantante dei Silverstein) della canzone di Elvis Presley Can't Help Falling in Love. In seguito compare un'altra versione acustica di una canzone, in questo caso Never Feel Alone dei The Dangerous Summer, dal loro primo album Reach for the Sun. Archer Woman è la registrazione live a Park Ave della canzone di Damion Suomi, uscita nel 2009 sul suo EP Self Titled. Infine, troviamo Borrowed Chords, un inedito di Aaron West & The Roaring Twenties (ovvero Dan Campbell dei The Wonder Years e John James Ryan).
Il sito di Alternative Press assegna un voto di 3,5/5 alla compilation, giudicandola nell'insieme una buona raccolta che evita di scadere nel banale e si mantiene su buoni livelli per tutta la durata, eccezion fatta per la cover di Shane Told.

## Tracce
1. For the Foxes - Some Things – 2:10
2. We Are the In Crowd - Never Be What You Want (acoustic) – 3:06
3. Divided by Friday - L-O-V-E (cover di Elvis Presley) – 2:53
4. Anarbor - Love Instead – 3:49
5. Shane Told - Can't Help Falling in Love – 2:48
6. The Dangerous Summer - Never Feel Alone (acoustic) – 3:21
7. Damion Suomi - Archer Woman (live at Park Ave) – 3:38
8. Aaron West & The Roaring Twenties - Borrowed Chords – 2:39